# 逆转录酶抑制剂

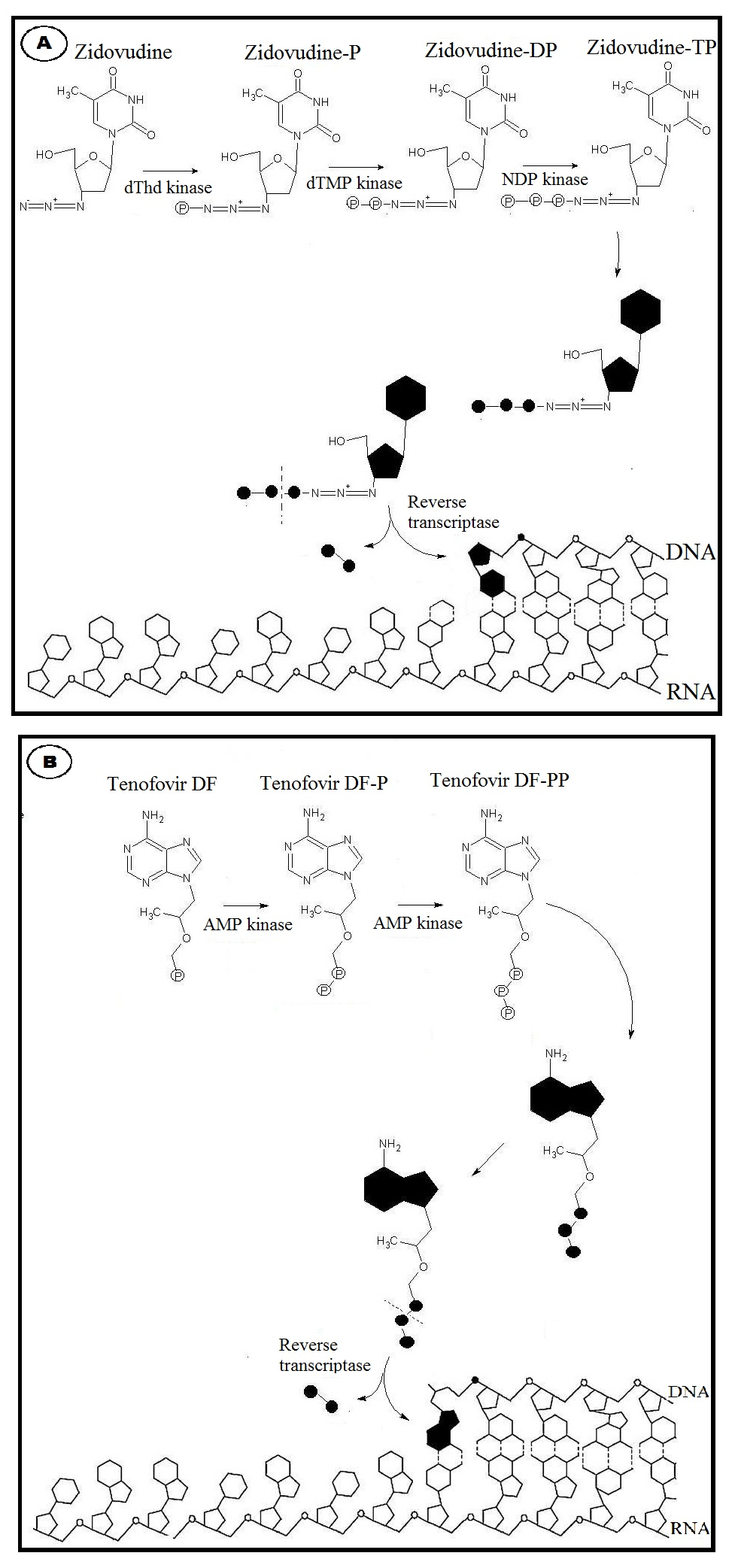
核苷和NRTIs之间的作用机制

核苷类逆转录酶抑制剂（英語：Nucleoside Reverse Transcriptase Inhibitors，简称NRTIs），是合成HIV的DNA逆转录酶底物脱氧核苷酸的类似物，在体内转化成活性的三磷酸核苷衍生物，与天然的三磷酸脱氧核苷竞争性与HIV逆转录酶（RT）结合，抑制RT的作用，阻碍前病毒的合成。
已上市的NRTIs药物有：齐多夫定、去羟肌苷、扎西他滨、司坦夫定、拉米夫定、阿巴卡韦等。

## 外部連結
- 醫學主題詞表（MeSH）：Reverse+Transcriptase+Inhibitors